# Chmielnik (gromada w powiecie buskim)
Chmielnik (do 30 XII 1961 Przededworze) – dawna gromada, czyli najmniejsza jednostka podziału terytorialnego Polskiej Rzeczypospolitej Ludowej w latach 1954–1972.
Gromady, z gromadzkimi radami narodowymi (GRN) jako organami władzy najniższego stopnia na wsi, funkcjonowały od reformy reorganizującej administrację wiejską przeprowadzonej jesienią 1954 do momentu ich zniesienia z dniem 1 stycznia 1973, tym samym wypierając organizację gminną w latach 1954–1972.
Gromadę Chmielnik z siedzibą GRN w mieście Chmielnik (nie wchodzącym w jej skład) utworzono 31 grudnia 1961 w powiecie buskim w woj. kieleckim w związku ze zmianą nazwy gromady Przededworze na gromada Chmielnik. Gromada Przededworze, której siedziba już od 31 grudnia 1959 znajdowała się w Chmielniku, została tego samego dnia wyłączona ze zlikwidowanego powiatu chmielnickiego, przechodząc równocześnie znaczne zmiany terytorialne.
31 grudnia 1964 do gromady Chmielnik przyłączono osadę młyńską Borowiec, kolonię Gruszka oraz wieś Śladków Mały z gromady Sędziejowice.
W 1965 roku gromada miała 27 członków gromadzkiej rady narodowej.
1 stycznia 1969 do gromady Chmielnik przyłączono obszar zniesionej gromady Zrecze.
Gromada przetrwała do końca 1972 roku, czyli do kolejnej reformy gminnej. 1 stycznia 1973 w powiecie buskim reaktywowano zniesioną w 1954 roku gminę Chmielnik.